# Beauveria bassiana
Beauveria bassiana är en svampart som först beskrevs av Giuseppe Gabriel Balsamo-Crivelli, och fick sitt nu gällande namn av Paul Vuillemin 1912. Beauveria bassiana ingår i släktet Beauveria,  och familjen Cordycipitaceae.   Inga underarter finns listade.
Svampen är patogen för insekter. När de mikroskopiska svampsporerna kommer i kontakt med en insekt gror de, penetrerar kutikulan och börjar växa inuti insekten, vilken dör inom några dagar. Hos Drosophila (bananflugor) tar det cirka 3-4 dagar. Efteråt framträder vitt mögel från kadavret och svampen producerar nya sporer.
Beauveria bassiana används för biologisk kontroll av skadeinsekter och man håller också på att utveckla svampen som ett medel att kontrollera malariamyggor.

## Källor

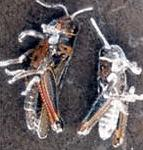
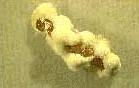